# بيدران نو (حومة بم)
بيدران نو (بالفارسية: بیدران نو) هي قرية تقع في إيران في منطقة مركزية ريفية. يقدر عدد سكانها بـ 533 نسمة بحسب إحصاء 2016.